# Pandivirilia melaleuca
Pandivirilia melaleuca – gatunek muchówki z podrzędu krótkoczułkich i rodziny dziewierkowatych.
Gatunek ten opisany został w 1847 roku przez Friedricha Hermanna Loewa jako Thereva melaleuca.
Muchówka o ciele długości od 10,5 do 13 mm. Głowa jest u samca holoptyczna lub prawie holoptyczna, zaś u samicy jest dychoptyczna. Opylenie głowy jest srebrnoszare, a tułowia niebieskoszare. Na matowo opylonym śródpleczu widnieją dwie białe pręgi. Chetotaksja tułowia obejmuje 3 szczecinki przedskrzydłowe, 1 nadskrzydłową i 2 pary śródplecowych. Odnóża mają czarne biodra i uda, oraz żółtobrunatne golenie i stopy. Samica ma dwie małe, srebrne plamki po bokach piątego tergitu. Ponadto jej odwłok zakończony jest kolczastym pokładełkiem. U samca aparat kopulacyjny ma czarną barwę.
Owad palearktyczny, znany z Wielkiej Brytanii, Francji, Niemiec, Austrii, Włoch, Polski, Czech, Słowacji i Węgier.